# Seznam ostrovů Srí Lanky
Seznam ostrovů Srí Lanky zahrnuje ostrovy v severním Indickém oceánu, které patří ke státu Srí Lanka a mají rozlohu větší než 1 km². Jedná se o hlavní ostrov, který tvoří více než 99% rozlohy státu a ostrovy ležící u jeho pobřeží v bočních zálivech a lagunách Lakadivského moře a v Bengálského zálivu.

## Podle velikosti
|    | ostrov             | anglicky                | sinhálsky | tamilsky | rozloha   | pobřeží | max.nadm. výška (m) | nejvyšší vrchol | počet obyvatel | hustota zalidnění | největší sídlo | okres      | provincie     | souostroví  | moře / záliv / řeka                   |
| -- | ------------------ | ----------------------- | --------- | -------- | --------- | ------- | ------------------- | --------------- | -------------- | ----------------- | -------------- | ---------- | ------------- | ----------- | ------------------------------------- |
| 1  | Cejlon             | Sri Lanka (main island) | ශ්‍රී ලංකා      | இலங்கை     | 65 268,00 | 1 340   | 2 524               | Pidurutalagala  | 22 409 381     | 343,34            | Kolombo        | všech 25   | všech 9       | Srí Lanka   | Indický oceán                         |
| 2  | Mannár             | Mannar Island           | මන්නාරම් දූපත | மன்னார் தீவு  | 126,46    | —       | 8                   | —               | 40 000         | 316,31            | Mannár         | Mannár     | Severní       | Adamův most | Mannárský a Palkův záliv              |
| 3  | Velanaj            | Velanai Island          | —         | வேலணை      | 64,01     | —       | 15                  | —               | 16 300         | 254,65            | Velanaj        | Jápané     | Severní       | —           | Palkův záliv                          |
| 4  | Neduntivu          | Neduntheevu             | ඩෙල්ෆ්ට්      | நெடுந்தீவு    | 47,17     | —       | 6                   | —               | 4 200          | 89,04             | Maveliturai    | Jápané     | Severní       | —           | Palkův záliv, Palkův průliv           |
| 5  | Karajtivu          | Karaitivu               | කරඩූව      | காரைதீவு     | 22,95     | —       | 3                   | —               | 8 600          | 374,73            | Karajnagar     | Jápané     | Severní       | —           | Palkův záliv, Palkův průliv           |
| 6  | Pungudutivu        | Pungudutivu             | පුන්ගුඩුඩූව    | புங்குடுதீவு   | 22,56     | —       | 8                   | —               | 3 600          | 159,57            | Kuriččikadu    | Jápané     | Severní       | —           | Palkův záliv                          |
| 7  | Mandajtivu         | Mandaitivu              | මන්ඩතිව්     | மண்டைதீவு    | 7,56      | —       | 4                   | —               | 900            | 119,05            | Mandajtivu     | Jápané     | Severní       | —           | Palkův záliv                          |
| #  | Iranajtivu         | Iranaitivu              | රනදූව      | இரணைதீவு    | 6,84      | —       | 6                   | —               | —              | —                 | —              | Kilinočči  | Severní       | Iranajtivu  | Palkův záliv                          |
| 8  | Buffalo            | Bufalo Island           | —         | —        | 5,18      | —       | 5                   | —               | —              | —                 | —              | Batticaloa | Východní      | —           | laguna Batticaloa                     |
| 9  | Analajtivu         | Analaitivu              | අන්නලදූව    | அனலைதீவு    | 4,82      | —       | 4                   | —               | 2 200          | 456,43            | Analajtivu     | Jápané     | Severní       | —           | Palkův záliv, Palkův průliv           |
| 10 | Severní Iranajtivu | Iranaitivu North        | එරන්දූව     | —        | 4,22      | —       | —                   | —               | —              | —                 | —              | Kilinočči  | Severní       | Iranajtivu  | Palkův záliv                          |
| 11 | Najnativu          | Nainativu               | නාගදීපය     | நயினாதீவு    | 4,22      | —       | 7                   | —               | 2 700          | 639,81            | Najnativu      | Jápané     | Severní       | —           | Palkův záliv, Palkův průliv           |
| 12 | Načuvantivu        | Nachuvantivu            | —         | —        | 2,11      | —       | —                   | —               | —              | —                 | Passikudah Bay | Batticaloa | Východní      | —           | laguna Valajččanej                    |
| 13 | Palajtivu          | Palaitivu               | —         | —        | 1,81      | —       | 2                   | —               | —              | —                 | —              | Kilinočči  | Severní       | —           | Palkův záliv                          |
| 14 | Periyawattava      | Periyawattava           | —         | —        | 1,81      | —       | —                   | —               | —              | —                 | —              | Batticaloa | Východní      | —           | laguna Valajččanej                    |
| 15 | Jižní Iranajtivu   | Iranaitivu South        | —         | —        | 1,71      | —       | —                   | —               | —              | —                 | —              | Kilinočči  | Severní       | Iranajtivu  | Palkův záliv                          |
| 16 | Kalliaditivu       | Kalliaditivu            | —         | —        | 1,71      | —       | 1                   | —               | —              | —                 | —              | Mannár     | Severní       | Adamův most | Mannárský a Palkův záliv              |
| 17 | Puliyanthivu       | Puliyanthivu            | කොටිදූව      | புளியந்தீவு   | 1,56      | —       | —                   | —               | 7 034          | 4 508,97          | Batticaloa     | Batticaloa | Východní      | —           | laguna Batticaloa                     |
| 18 | Eluvajtivu         | Eluvaitivu              | එලුවඩූව     | எழுவைதீவு    | 1,40      | —       | 4                   | —               | 800            | 571,43            | Eluvajtivu     | Jápané     | Severní       | —           | Palkův záliv, Palkův průliv           |
| 19 | Kanantivu          | Kanantivu               | —         | —        | 1,22      | —       | 2                   | —               | —              | —                 | —              | Jápané     | Severní       | —           | Palkův záliv                          |
| 20 | Kakkativu          | Kakkativu               | —         | —        | 1,10      | —       | 9                   | —               | —              | —                 | —              | Kilinočči  | Severní       | —           | Palkův záliv                          |
| 21 | Periyativu         | Periyativu              | —         | —        | 1,10      | —       | —                   | —               | —              | —                 | —              | Puttalam   | Severozápadní | —           | kanál mezi lagunami Puttalam a Mundal |
| 22 | Erumajtivu         | Erumaitivu              | —         | —        | 1,04      | —       | 7                   | —               | —              | —                 | —              | Kilinočči  | Severní       | —           | Palkův záliv                          |